# Song Bird of the North
Song Bird of the North è un cortometraggio muto del 1913 diretto da Ralph Ince.

## Trama
Elida Rumsey rimprovera Haywood, un suo spasimante, di non essersi arruolato quando il presidente Lincoln ha chiesto dei volontari. Tutta dedita alla causa, Elida aiuta la signora Pomeroy nella cura dei feriti, cantando spesso per loro. La sua voce attira l'attenzione di Lincoln che la presenta a Fowle. Quest'ultimo è un po' scoraggiato dal fatto che i suoi sforzi per l'arruolamento non ottengano grandi risultati. Le canzoni patriottiche di Elida, però, convincono più di uno ad arruolarsi e le cose cominciano a migliorare, tanto che Lincoln chiede alla giovane di tenere un concerto. Vi assiste anche Haywood, che. alla fine,  decide di arruolarsi. Elida ne è compiaciuta e si intrattiene tanto amichevolmente con lui da indurre Fowle a pensare che i due siano innamorati.
Qualche tempo dopo, Elida e Fowle si recano al fronte, dove assistono i feriti di una battaglia che si è conclusa con una carneficina. Ormai in fin di vita, vi trovano anche Haywood che si cerca in tutti i modi di salvare, ma inutilmente. Elida ha l'impressione che Fowle creda che il giovane possa essere stato il suo innamorato e lo rassicura, dicendogli che per lei non era altri che un amico. Fowle, allora, ha finalmente il coraggio di dichiararsi e la chiede in moglie. I due si sposano alla presenza di Lincol, nell'unico matrimonio celebrato in Campidoglio.

## Produzione
Il film fu prodotto dalla Vitagraph Company of America.

## Distribuzione
Distribuito dalla General Film Company, il film - un cortometraggio in una bobina - uscì nelle sale cinematografiche statunitensi il 2 luglio 1913.